# Danny Held
Daniel „Danny“ Held (* 13. November 1961 in Calgary, Alberta; † 5. Januar 2015 in Bietigheim-Bissingen, Deutschland) war ein kanadisch-deutscher Eishockeyspieler. Der Stürmer spielte viele Jahre auch in Deutschland in der Bundesliga und in der DEL.

## Karriere als Spieler
Als Junior spielte er bei den Seattle Breakers in der Western Hockey League (WHL) und den Langley Thunder in der British Columbia Hockey League (BCHL), bevor er zur Saison 1980/81 zum Berliner SC wechselte. Während der Saison verließ er Deutschland und spielte den Rest der Saison bei den Billings Bighorns in der WHL.
Von 1981 bis 1983 spielte er bei den Maine Mariners in der American Hockey League, bevor er im Sommer 1983 nach Deutschland wechselte und für den Schwenninger ERC, ECD Iserlohn, Eintracht Frankfurt, ESV Kaufbeuren und die EHC Eisbären Berlin in der Bundesliga spielte.
Nach seiner Einbürgerung absolvierte er zudem 20 Länderspiele für die deutsche Nationalmannschaft und lief unter anderem bei der Eishockey-Weltmeisterschaft 1987 auf.
Ab 1994/95 spielte er zuerst für die EHC Eisbären Berlin und dann für die Augsburger Panther in der DEL, bevor er während der Saison 1995/96 zum Heilbronner EC in die erste Liga Süd wechselte. Ab der Saison 1996/97 spielte er bis 1999/2000 für den SC Bietigheim-Bissingen, bevor er seine aktive Spielerkarriere beendete.

## Karriere als Trainer
Nach dem Ende seiner aktiven Spielerkarriere begann er als Trainer im Nachwuchsbereich beim SC Bietigheim-Bissingen zu arbeiten.
In der Saison 2002/03 war er bei den Schwenninger Wild Wings Co-Trainer des DEL-Teams, das damals von Tom Pokel geleitet wurde. Nach der Entlassung von Pokel trainierte Held zusammen mit Bedrich Pastyrik die Wild Wings und schaffte mit ihnen, Dank eines Playdown-Sieges gegen die Frankfurt Lions, die sportliche Qualifikation für die DEL. Zwischen 2007 und 2009 war Held zudem Cheftrainer bei den Stuttgart Rebels.
Während der Saison 2010/11 löste Held Christian Brittig als Trainer der Bundesligamannschaft der Bietigheim Steelers ab, bevor er selbst während der Saison 2011/12 durch Kevin Gaudet ersetzt wurde. Zuletzt trainierte Held die Schülermannschaft (U-16) des SC Bietigheim-Bissingen. Zudem betrieb er mit seiner Frau das Lokal Danny’s Bar & Grill in Bietigheim. Er starb im Januar 2015 nach schwerer Krankheit.